# Anna the Adventuress
Anna the Adventuress è un film muto del 1920 diretto da Cecil M. Hepworth che aveva come interprete principale Alma Taylor, protagonista del film nel doppio ruolo di due gemelle.

## Trama
Anna e Annabel sono due gemelle che nessuno riesce a distinguere una dall'altra, ma nel carattere sono profondamente differenti. Annabel è una ballerina, stella delle scene parigine. Quando si sposa, il marito scompare durante la luna di miele. Anna, allora, prende il suo posto e vive la vita splendida della sorella fino ad arrivare a sposare un ricco industriale.

## Produzione
Il film fu prodotto dalla Hepworth e dalla Sutherland.

## Distribuzione
Distribuito dalla National, il film uscì nelle sale cinematografiche britanniche il 1º febbraio 1920. Durante le proiezioni, venne usato un sistema di sincronizzazione per sonorizzare la pellicola, ma non si conosce il tipo di processo tecnico adoperato.
Si pensa che sia andato distrutto nel 1924 insieme a gran parte degli altri film della Hepworth. Il produttore, in gravissime difficoltà finanziarie, pensò in questo modo di poter almeno recuperare l'argento dal nitrato delle pellicole.